# Donald Dawson
Donald Andrew Dawson (1937) é um matemático canadense. Trabalha com teoria das probabilidades.

## Obras
- com Edwin Perkins Measure-valued processes and Renormalization of Branching Particle Systems, in R. Carmona, B. Rozovskii Stochastic Partial Differential Equations: Six Perspectives, American Mathematical Society Mathematical Surveys and Monographs, Band 64, 1999, S. 45-106.
- com J. T. Cox, A. Greven Mutually catalytic super branching random walks : large finite systems and renormalization analysis, American Mathematical Society 2004
- Editor Measure-valued processes, stochastic partial differential equations, and interacting systems, American Mathematical Society 1994
- com Edwin Perkins Historical processes, American Mathematical Society 1991
- com J. Gärtner Large deviations, free energy functional and quasi-potential for a mean field model of interacting diffusions, American Mathematical Society 1989